# Duncan Jones
Duncan Zowie Haywood Jones (Bromley, Londres, Anglaterra, 30 de maig del 1971) és un director, productor i guionista de cinema. Les seves pel·lícules més conegudes i guardonades són Moon (2009) i Codi font (2011), ambdues del gènere de la ciència-ficció. Jones és l'únic fill del cantant David Bowie amb la seva primera esposa, Angela, una exmodel estatunidenca.

## Biografia
Duncan és fill únic del matrimoni de David Bowie (nom real David Robert Jones) i la seva primera esposa Mary Angela Barnett. Va néixer a l'hospital de Beckenham a Kent. El naixement del seu fill va inspirar a Bowie a escriure la cançó "Kook" inclosa en el seu àlbum Hunky Dory. Duncan Jones és mig germà de Alexandria "Lexi" Jones (nascuda en el 2000), del segon matrimoni del seu pare amb la model Iman, i Stacia Larranna Celeste Lipka (nascuda en 1980), de la relació de la seva mare amb el músic Drew Blood. Té una germanastra, Zulekha Haywood (nascuda el 1978), que és filla de la seva madrastra Iman i el seu primer marit el jugador de bàsquet de la NBA Spencer Haywood.

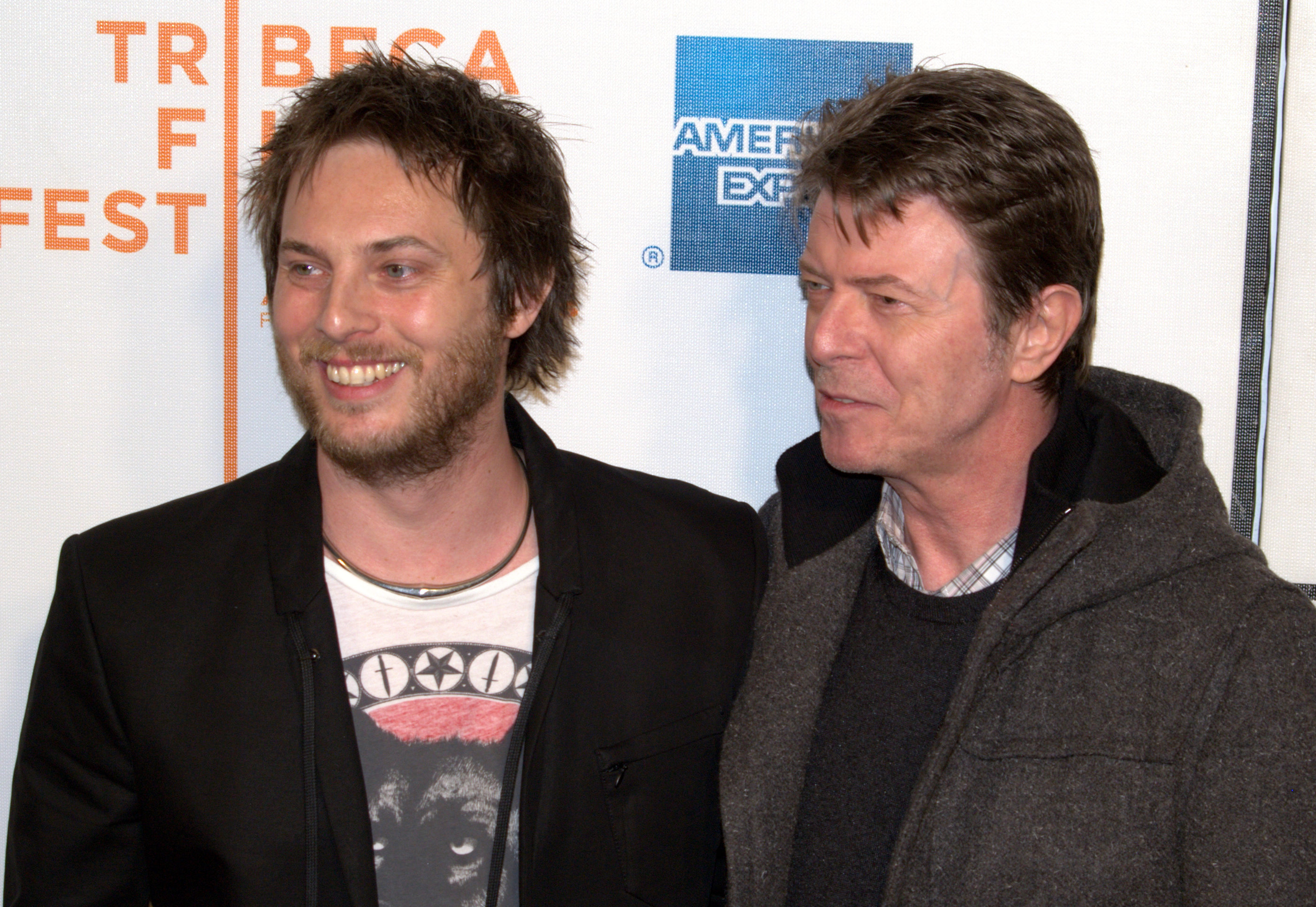
Jones amb el seu pare David Bowie en el seu debut amb Moon.

De nen Jones va viure a Berlín, Londres i Vevey, Suïssa on va estudiar el primer i segon grau en la Commonwealth American School. Quan David i Angela es van divorciar al febrer del 1980, David Bowie va rebre la custòdia de Jones quan encara tenia 9 anys (era conegut com a Zowie), i visitava la seva mare durant les vacances. Als 14 anys, va ser matriculat en una prestigiosa escola escocesa, Gordonstoun.
El 1995 es va graduar amb nivell de llicenciat en filosofia a la Universitat de Wooster, on va ser registrat amb el nom de "Duncan Jones".
Va començar estudis de doctorat a la Universitat Vanderbilt a Tennessee però ho va deixar abans d'acabar per reencaminar els seus estudis a l'Escola de Cinema de Londres, on es va graduar com a director.

## Filmografia
| Any  | Pel·lícula              | Guionista | Director | Productor | Notes |
| ---- | ----------------------- | --------- | -------- | --------- | --- |
| 2003 | Whistle                 | 1         | 1        | 1         | |
| 2009 | Moon                    | 1         | 1        |           | |
| 2011 | Codi font (Source Code) |           | 1        |           | BAFTA al millor director, guionista o productor britànic novell Nominació − BAFTA a la millor pel·lícula britànica |
| 2016 | Warcraft                | 1         | 1        |           | |
| 2018 | Mute                    | 1         | 1        |           | |